# Takayuki Nakahara
Takayuki Nakahara (中原 貴之?, Nakahara Takayuki; Yamaguchi, 18 novembre 1984) è un ex calciatore giapponese, di ruolo attaccante.